# Рашкув (гмина)
Рашкув (пол. Raszków) — гмина (волость) в Польше, входит как административная единица в Острувский повет (Великопольское воеводство), Великопольское воеводство. Население — 11 218 человек (на 2004 год).

## Сельские округа
1. Беганин
2. Бугай
3. Дрогослав
4. Глогова
5. Грудзелец
6. Грудзелец-Новы
7. Янкув-Залесьны
8. Яскулки
9. Елитув
10. Юзефув
11. Корыта
12. Корытница
13. Лигота
14. Мощанка
15. Немоевец
16. Погжибув
17. Пшибыславице
18. Радлув
19. Ромбчин
20. Скшебова
21. Сулислав
22. Щуравице
23. Валентынув

## Соседние гмины
1. Гмина Добжица
2. Гмина Кротошин
3. Гмина Острув-Велькопольски
4. Острув-Велькопольски
5. Гмина Плешев